# Insjön (Brottö)
Insjön är en insjö på Brottö i Ljusterö socken, Österåkers kommun i Uppland och ingår i Norrtäljeån-Åkerströms kustområde. I Ljusterö socken finns det ytterligare tre insjöar som heter Insjön. Dessa är Insjön och Insjön som båda ligger på södra Ljusterö, samt Insjön som återfinns på Siarö.